# Raval dels Canterers
El Raval dels Canterers és una zona de Miravet (Ribera d'Ebre) inclosa a l'Inventari del Patrimoni Arquitectònic de Catalunya.

## Descripció
Situat al nord-est del nucli urbà de la població de Miravet, a uns 200 metres de distància del nucli de la vila. Barri de canterers de la vila, tal com s'anomenen a la zona, articulat al voltant del carrer del Raval i de la carretera TV-3023 en direcció a Benissanet. Des del nucli s'hi accedeix pel carrer de la Creu. Les cases més antigues d'aquest nucli són rectangulars, amb les cobertes de dos vessants majoritàriament i distribuïdes en planta baixa, pis i golfes. Presenten portals rebaixats i finestres rectangulars, amb balcons als pisos i galeries a les golfes. Les més genuïnes tenen els paraments arrebossats amb terra i conserven restes de pintura o bé de calç. Tot i això, moltes han estat reformades amb els anys. Actualment, al raval queden un total de set canterers que continuen fabricant utensilis de ceràmica i terrissa.

## Història
Entramat urbà conegut com el Raval del Canterers o del Terrissaires que pertany a l'ampliació del nucli antic de la vila de Miravet cap al nord-est. Està declarat Zona d'Interès Artesanal.